# Creature (dal)
A Creature KSI kislemeze harmadik középlemezéről, a Spaceről (2017). 2017. június 23-án jelent meg az EP első és egyetlen kislemezeként. 2017. június 27-én kiadtak hozzá egy videóklipet.

## Háttér
2017 februárjában KSI elhagyta összes YouTube és közösségi média fiókját, YouTube videói közül 600-at letörölt, amelyek összesen több, mint 2 milliárd megtekintéssel rendelkeztek. 2017. február 23-án a DramaAlertnek adott interjúban elmondta, hogy „nem népszerűsítek semmit” és, hogy „nem érdekel a pénz”, illetve „unom valakinek mutatni magam, aki nem vagyok ... évekig egy bohóc voltam.” Hozzá tette, hogy a közeljövőben nem tervez videókat csinálni.
2017 júliusában a GRM Daily-vel készített interjújában a következőt mondta: „Úgy érzem ez az egész KSI dolog... ne érts félre, király volt, élveztem csinálni ezeket a videókat, szórakoztatni embereket, megnevettetni másokat meg ilyenek. De egy olyan ponton vagyok, hogy ezt már megcsináltam, most valami olyat akarok csinálni, amit tényleg szeretnék. Úgy éreztem egy evolúció kellett ahhoz, hogy bebizonyítsam embereknek, hogy meg tudom csinálni azt, amit úgy érzem szükséges és ez volt az érzésem a Space EP-vel is. Azt akartam, hogy igaz legyen. Azt akarom, hogy emberek lássák az érzéseimet és azt, hogy min megyek keresztül az én szememből”, illetve hozzátette „Szerintem a tavalyi év végén, mikor könyvet írtam, filmet csináltam, kiadtam egy EP-t, nagyon sok YouTube videót, annyi mindent csináltam, hogy elértem egy pontot, ahol stresszes kezdtem lenni, annyira, hogy akadályozni kezdett. Beteg lettem meg ilyenek. Egy kicsit túl sok volt és úgy voltam, hogy 'mit is akarok jelenleg csinálni magammal?'”

## Megjelenés
Négy hónap szünet után KSI posztolt egy negyven másodperc hosszú részletet a dalból YouTube csatornájára It's been a while címmel. A Creature digitális letöltésként és streaming platformokon jelent meg, kiadótól függetlenül. Egy héttel később jelent meg a rapper Space című középlemeze.

## Videóklip
A dal videóklipjét 2017. június 27-én töltötte fel KSI YouTube csatornájára, 25 millió megtekintése van. 2017 májusában Ghánában forgatták, rendezője Gyo Gyimah. A videó elején KSI egy elmegyógyintézetben látható, kényszerzubbonyban, miközben pszichiáterével beszél. A videó további részében egy összeomló épületben, egy esőerdőben sétálva és egy sivatagban látható, mielőtt a záró jelenetben lerohanja egy afrikai törzs.
2017. augusztus 15-én KSI elmondta az I'm Getting Deported című videójában, hogy az összeomló épület tervek szerint egy égő ház lett volna és tűzoltók jöttek volna segítségére. Ezt végül kivágták a videóból, a Grenfell Toronyban kitört tűzesetet követően. Ennek köszönhetően a klip megjelenését is elhalasztották.
A videó leírásában a For Alfie (angolul: Alfie-ért) szöveg látható. A videóklipet KSI egy 12 éves rajongójának, Alfie Jonesnak ajánlotta, aki egy ritka csontrákban hunyt el 2017 júliusában. Nem sokkal halála előtt meglátogatta a fiút testvérével, Deji Olatunjivel.

## Közreműködő előadók
A Tidal adatai alapján.
- KSI – vokál, dalszerző
- Sway – producer, dalszerző
- Zagor – producer, dalszerző
- Charlie Cook – producer, dalszerző
- DJ Turkish – keverés

## Slágerlisták
| Slágerlista (2017)       | Legmagasabb pozíció |
| ------------------------ | ------------------- |
| Brit kislemezlista (OCC) | 100                 |
| Brit Indie-lista (OCC)   | 10                  |

## Kiadások
| Régió       | Dátum            | Formátum(ok)                     | Kiadó     |
| ----------- | ---------------- | -------------------------------- | --------- |
| Világszerte | 2017. június 23. | - digitális letöltés - streaming | Független |